# Xysticus simonstownensis
Xysticus simonstownensis är en spindelart som beskrevs av Embrik Strand 1909. Xysticus simonstownensis ingår i släktet Xysticus och familjen krabbspindlar. Inga underarter finns listade i Catalogue of Life.